# One Kamerun
One Kamerun (OK) était un parti politique du Cameroun britannique.

## Histoire
One Kamerun est créé par Ndeh Ntumazah en 1957 après le départ de l'Union des populations du Cameroun (UPC) du Cameroun britannique. Partisan de la réunification avec le Cameroun français, il obtient le soutien des membres des coopératives, des travailleurs, des intellectuels et des étudiants universitaires.
Le parti otient 1,5 % des voix aux élections de 1959, mais ne réussit pas à obtenir un siège. Cependant, après avoir augmenté sa part de voix à 6,9 % lors des élections de 1961, il remporte l'un des 37 sièges de la Chambre des représentants.
Après la réunification en 1961, le parti disparaît.